# Bucey-lès-Traves
Bucey-lès-Traves ist eine Gemeinde im französischen Département Haute-Saône in der Region Bourgogne-Franche-Comté.

## Geographie
Bucey-lès-Traves liegt auf einer Höhe von 215 m über dem Meeresspiegel, vier Kilometer südlich von Scey-sur-Saône-et-Saint-Albin und etwa 14 Kilometer westlich von Vesoul (Luftlinie). Das Dorf erstreckt sich im zentralen Teil des Departements, leicht erhöht am östlichen Rand des Saônetals. 
Die Fläche des 2,79 km² großen Gemeindegebiets umfasst einen Abschnitt des mittleren Saône-Tals. Die westliche Grenze verläuft stets entlang der Saône, die hier einen großen, nach Süden ausgreifenden Bogen zeichnet. Die Alluvialniederung der Saône liegt durchschnittlich auf 205 m und weist eine Breite von ungefähr einem Kilometer auf. Der Fluss ist zur Wasserstraße ausgebaut, wobei die Schleife bei Bucey-lès-Traves durch einen Seitenkanal abgeschnitten wird. Die Flussufer sind deshalb im Bereich des Dorfes in naturnahem Zustand erhalten, und die Saône bildet an mehreren Orten kleine Inseln.
Vom Flusslauf erstreckt sich das Gemeindeareal ostwärts über die Talaue und einen steilen Hang auf das angrenzende Plateau. Diese Hochfläche besteht aus einer Wechsellagerung von kalkigen und sandig-mergeligen Sedimenten der oberen Jurazeit. Sie wird durch mehrere kurze Talnischen untergliedert, die sich zur Saône hin öffnen. Die fruchtbaren Böden der Talebene und des Plateaus werden überwiegend landwirtschaftlich genutzt. Ganz im Osten reicht der Gemeindeboden in die ausgedehnte Waldung des Bois des Minières. Mit 250 m wird auf einer Anhöhe nordöstlich des Dorfes die höchste Erhebung von Bucey-lès-Traves erreicht.
Nachbargemeinden von Bucey-lès-Traves sind Chassey-lès-Scey im Norden, Aroz im Osten, Traves im Süden sowie Ovanches im Westen.

## Geschichte
Durch das Gemeindegebiet führte ein römischer Verkehrsweg, von dem Überreste vorhanden sind. Im Mittelalter gehörte Bucey zur Freigrafschaft Burgund und darin zum Gebiet des Bailliage d’Amont. Das Dorf unterstand einer Kommende des Templerordens. Zusammen mit der Franche-Comté gelangte Bucey-lès-Traves mit dem Frieden von Nimwegen 1678 definitiv an Frankreich. Heute ist Bucey-lès-Traves Mitglied des 22 Ortschaften umfassenden Gemeindeverbandes Communauté de communes des Combes.

## Sehenswürdigkeiten
Der Ortskern ist geprägt durch verschiedene Häuser, die zum Teil gotische Stilformen zeigen.

## Bevölkerung
| Jahr                       | 1962 | 1968 | 1975 | 1982 | 1990 | 1999 |
| Einwohner                  | 63   | 71   | 56   | 85   | 101  | 77   |
| Quellen: Cassini und INSEE |      |      |      |      |      |      |

Mit 146 Einwohnern (1. Januar 2022) gehört Bucey-lès-Traves zu den kleinsten Gemeinden des Département Haute-Saône. Während des gesamten 20. Jahrhunderts pendelte die Einwohnerzahl im Bereich zwischen 55 und 120 Personen.

## Wirtschaft und Infrastruktur
Bucey-lès-Traves war bis weit ins 20. Jahrhundert hinein ein vorwiegend durch die Landwirtschaft (Ackerbau, Obstbau und Viehzucht) geprägtes Dorf. Außerhalb des primären Sektors gibt es nur wenige Arbeitsplätze im Dorf. In den letzten Jahrzehnten hat sich das Dorf zu einer Wohngemeinde gewandelt. Viele Erwerbstätige sind deshalb Wegpendler, die in den größeren Ortschaften der Umgebung ihrer Arbeit nachgehen.
Der Ort liegt abseits der größeren Durchgangsachsen an einer Departementsstraße, die von Scey-sur-Saône nach Fretigney-et-Velloreille führt. Eine weitere Straßenverbindung besteht mit Pontcey.